# Via Roma (Rieti)
Via Roma, anticamente nota come via di ponte, è una delle principali vie del centro storico di Rieti. Unisce la piazza Vittorio Emanuele II con il Ponte Romano.

## Storia
La strada ebbe origine con il rinnovamento urbano seguito alla conquista romana di Reate, nel 290 a.C. La rete viaria fu riorganizzata con la costruzione del Ponte Romano sul Velino a sud dell'antico nucleo abitato, e di un lungo viadotto che dal ponte si arrampicava sulla rocca, superando una zona all'epoca acquitrinosa, ed arrivava fino al foro (l'attuale piazza Vittorio Emanuele II) costituendo il cardo della città. La sua caratteristica di viadotto diede origine al toponimo di via di ponte. Viadotto e ponte sul Velino facevano parte (insieme al decumano, l'attuale via Garibaldi) dell'antica Via Salaria, l'arteria grazie alla quale i Sabini si approvvigionavano di sale dal mare Adriatico e si collegavano con Roma. Venne costruita in epoca repubblicana anche la prima cinta muraria cittadina, che cingeva solo la parte alta dell'abitato ed intersecava la via di ponte in corrispondenza dell'attuale incrocio con via Pellicceria, dove doveva essere presente una porta (porta di ponte, poi divenuta Porta Romana).
Nel corso del medioevo e dell'età moderna, il centro urbano si espanse oltre la cinta muraria di epoca romana arrivando ad inglobare l'intera via di Ponte, attorno alla quale furono costruiti edifici e palazzi che con le loro fondamenta colmarono il dislivello con il fondovalle, facendo completamente sparire le arcate ed il suo aspetto di viadotto. Il piano stradale continua ancora oggi a poggiare sulle arcate dell'antico viadotto, che sono ancora visibili nelle cantine dei palazzi che fiancheggiano via Roma.
Via Roma continuò ad essere un passaggio obbligato per tutto il traffico tra Ascoli Piceno e Roma fino alla fine dell'Ottocento: solo allora, con la costruzione del nuovo ponte Cavallotti sul Velino, il percorso della strada nazionale Salaria fu deviato dal centro storico e fatto passare al suo esterno, per il quartiere Borgo e all'esterno di Porta D'Arci. Dagli anni novanta la via è stata pedonalizzata ed interdetta al traffico, con l'eccezione dei residenti e del carico/scarico.

## Descrizione

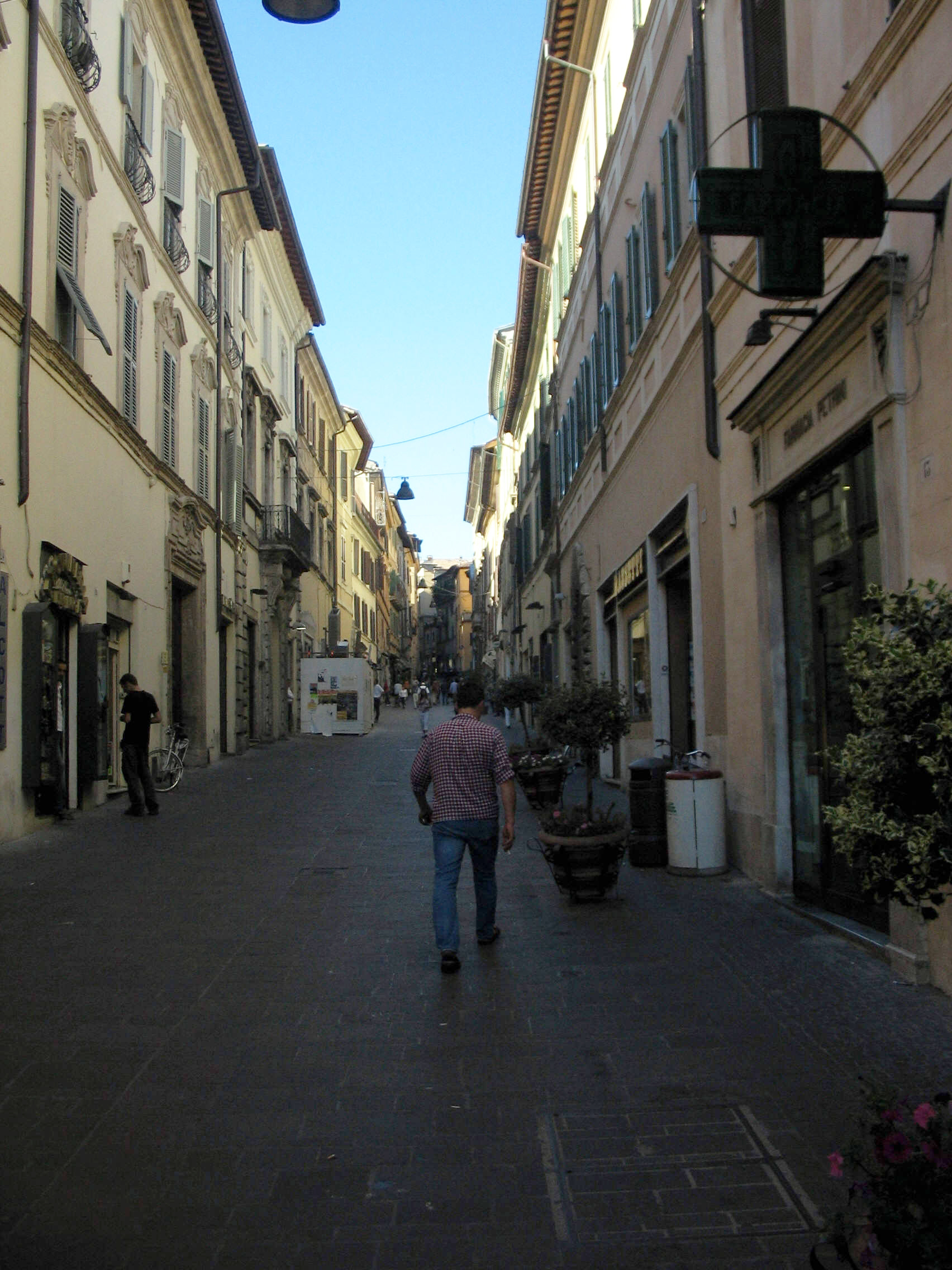
Via Roma

Via Roma è una strada in salita che scorre in direzione nord-sud e collega piazza Vittorio Emanuele II, la piazza centrale e punto più alto del centro storico (413 m s.l.m.) con la parte bassa a sud della città (394 m s.l.m.), dove scorre il fiume Velino e, superato il fiume con il Ponte Romano, il quartiere di Borgo Sant'Antonio. È una strada pedonale molto frequentata, sede di negozi, professionisti ed enti pubblici e privati.
Antico cardo della città romana, funge da spina dorsale per buona parte del centro storico; si interseca infatti con molte altre strade del centro (dal ponte alla piazza: via San Pietro martire, via Pellicceria, via del Duomo, via San Rufo, via Cappelletti). Al suo termine, in piazza Vittorio Emanuele II si interseca inoltre con via Garibaldi e via Cintia; invece al suo inizio, nel piccolo largo Fiordeponti che precede il ponte, si interseca anche con via San Francesco, via della Verdura e via del Porto.

### Luoghi di interesse

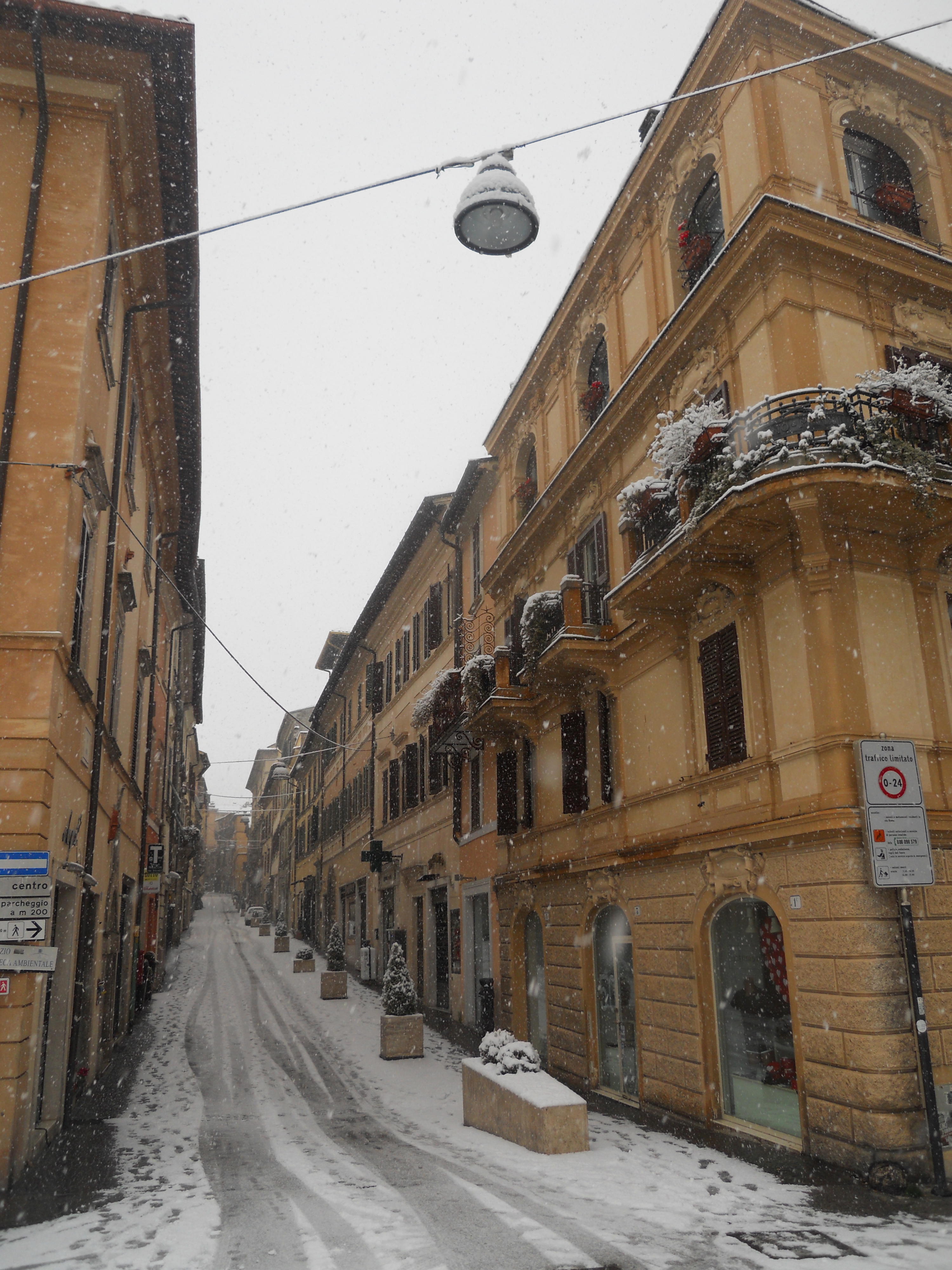
Via Roma vista da largo Fiordeponti durante una nevicata

- Al civico 57 il tardo-rinascimentale Palazzo Vecchiarelli (secoli XVI-XVII), di Carlo Maderno
- Al civico 61 la romanica ex chiesa di San Pietro apostolo (XIII secolo), oggi sconsacrata e sede di una libreria
- Al civico 82 Palazzo Rosati Colarieti
- Al civico 106-116 il medioevale Palazzo Secenari, che si distingue per una bifora quattrocentesca
- Le colonne medievali murate nella parete all'altezza dei civici 43, 45 e 86